# St. Andreas (Aying)

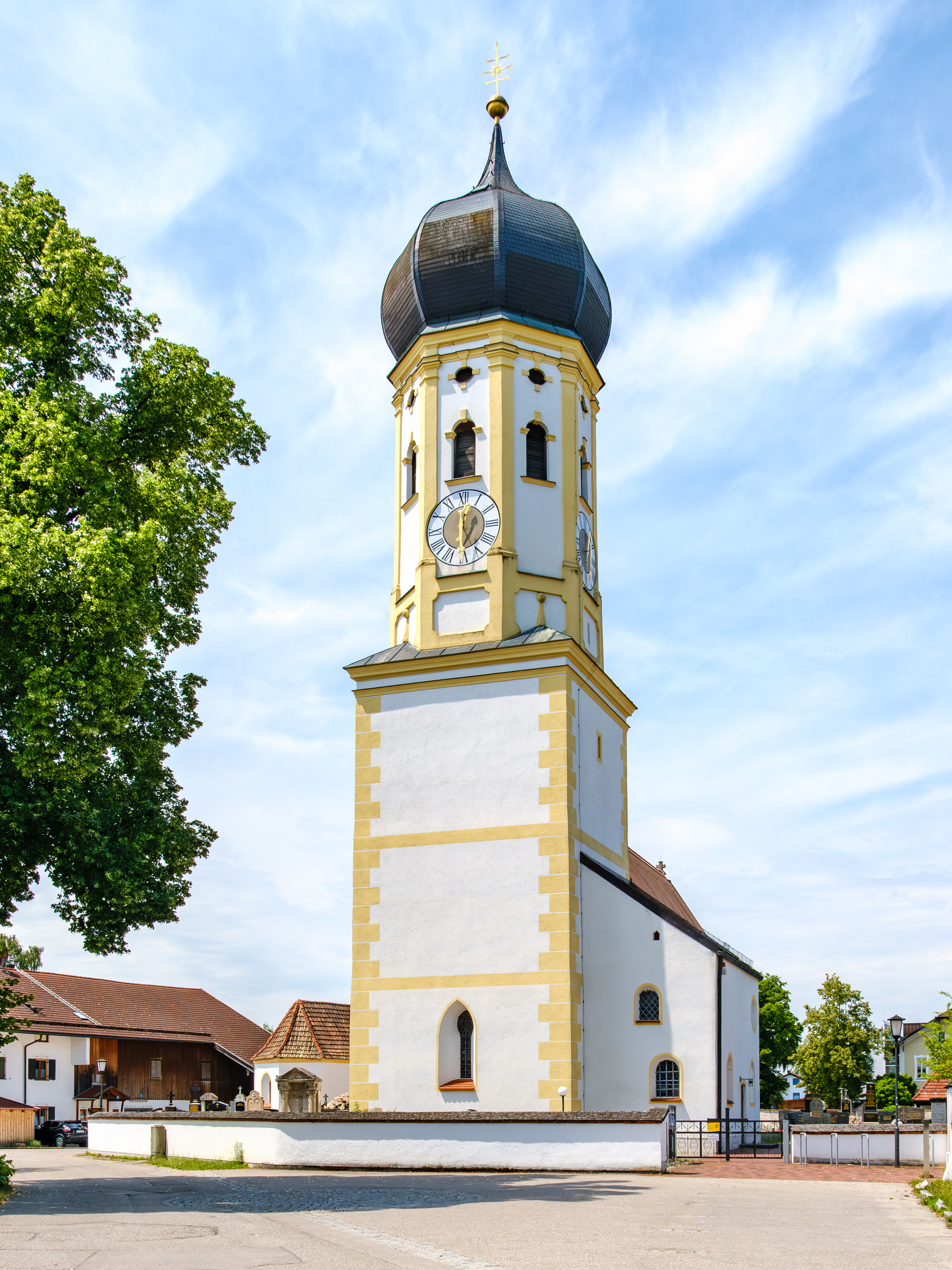
Turm von St. Andreas

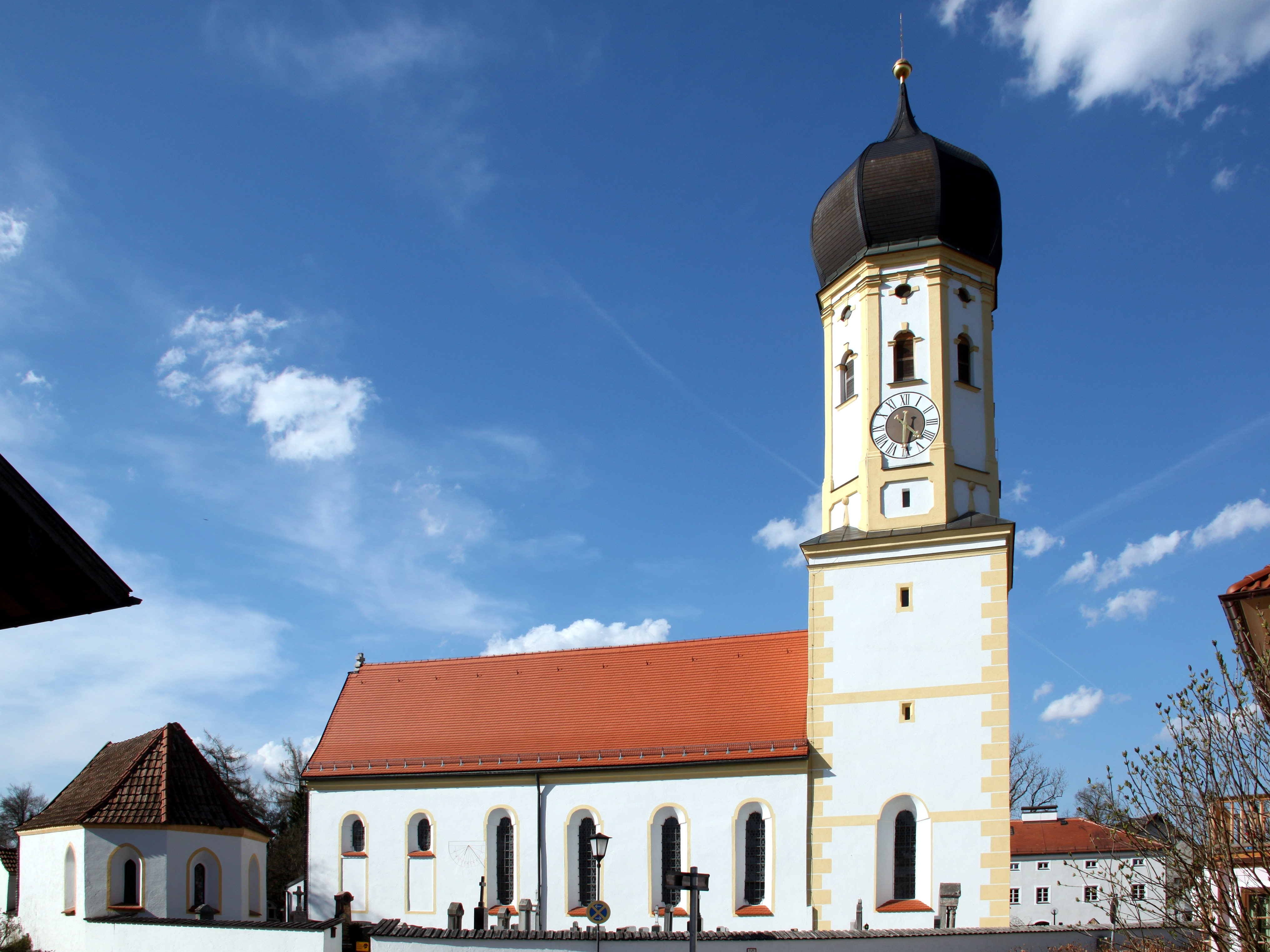
Ansicht von Süden

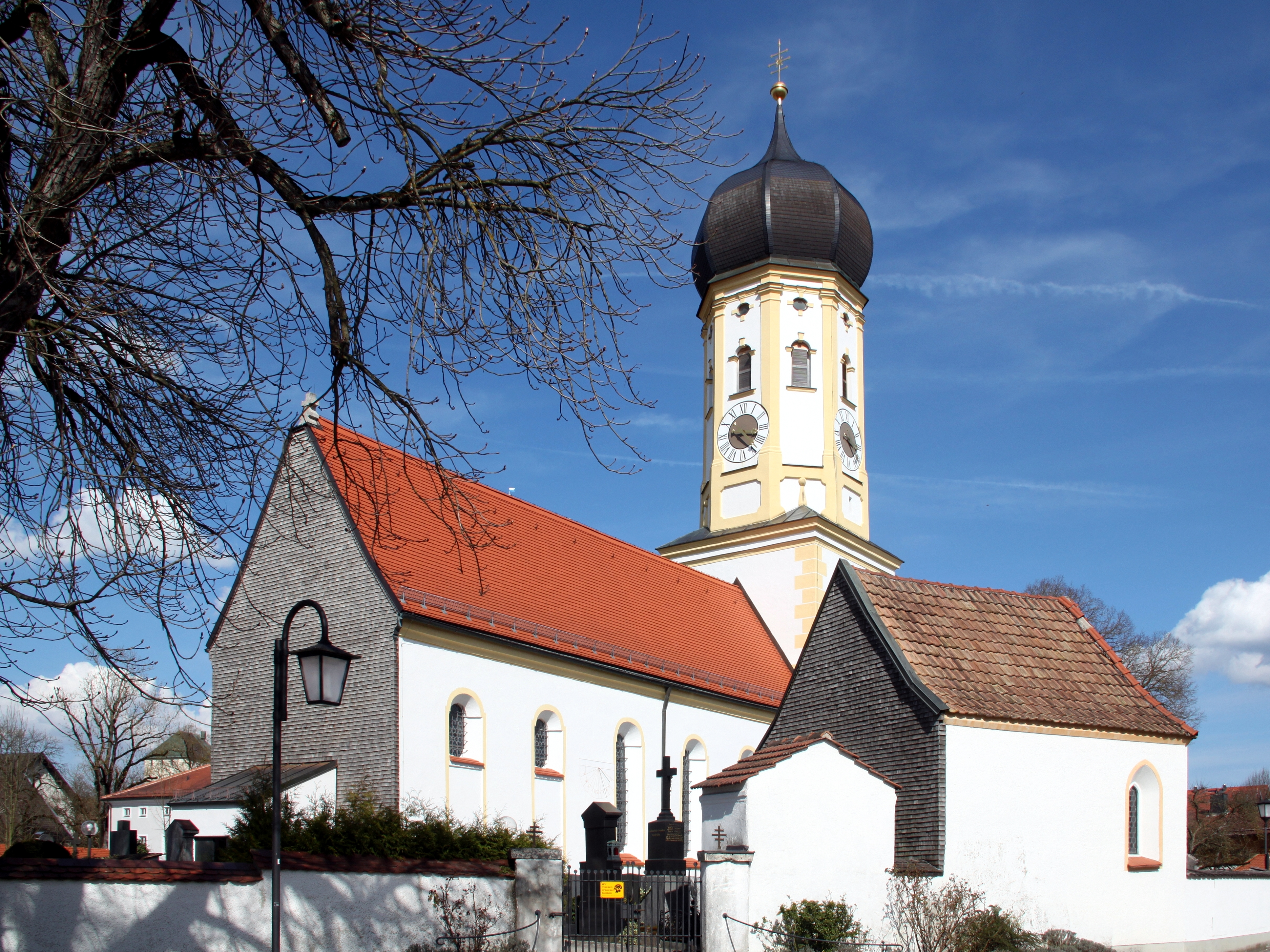
Ansicht von Südwesten

Die katholische Pfarrkirche St. Andreas ist ein denkmalgeschütztes Kirchengebäude in Aying, einer Gemeinde im Landkreis München in Bayern. Sie steht zusammen mit der angrenzenden Lamperti-Kapelle inmitten eines ummauerten Friedhofes.
Seit 1990 bildet die Pfarrgemeinde zusammen mit St. Emmeram in Helfendorf einen Pfarrverband. Die Gemeinde gehört zum Erzbistum München und Freising.

## Geschichte und Architektur

### Erste Kirche
Durch eine Schenkungsurkunde des Klerikers Rihpert vom 6. März 791 besteht Sicherheit über das Vorhandensein einer Pfarrgemeinde spätestens seit dieser Zeit. Der Ort ist vermutlich um Etliches älter. Ein Nachweis über ein Kirchengebäude kann für diese Zeit nicht erbracht werden, allerdings ist die Existenz einer vorgotischen, vielleicht auch karolingischen Kirche, die wesentlich größer war als die heutige, anzunehmen. Es sind zwei Urkunden vom Ende des 8. Jahrhunderts erhalten, die auf ein Kirchengebäude schon in karolingischer Zeit hindeuten. Beim Aushub von Gräbern in der Nähe der heutigen Kirche wurden Teile von Fundamenten gefunden, nach denen die erste Kirche etwa fünf Meter breiter und acht Meter länger war. Zu dieser Kirche hätte auch der in seinen Proportionen zu groß wirkende Chorturm, der wohl aus romanischer Zeit stammt, gepasst. Diese alte Kirche wurde wohl in der Zeit der Spätgotik auf ihre heutige Größe zurückgebaut und mit Gewölben versehen.

### Zweite Kirche
Während des Dreißigjährigen Krieges setzte 1632 ein schwedischer Soldat den Dachstuhl in Brand. Das Langhaus brannte nieder, die Gewölbe stürzten ein, der Turm nahm großen Schaden, die Inneneinrichtung wurde fast vollständig vernichtet. Es ist anzunehmen, dass die Außenwände teilweise stehen blieben.

### Heutige Kirche

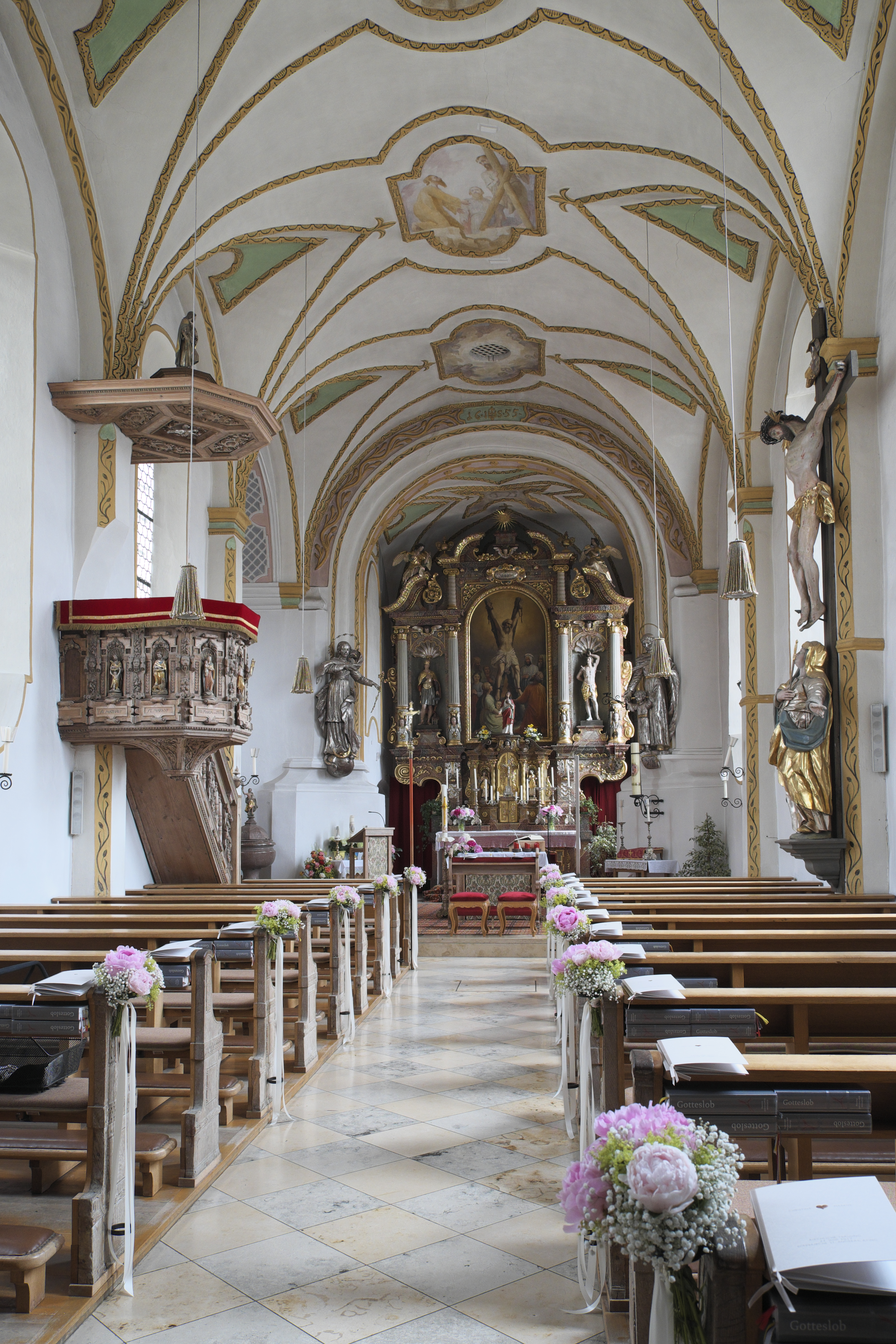
Innenraum

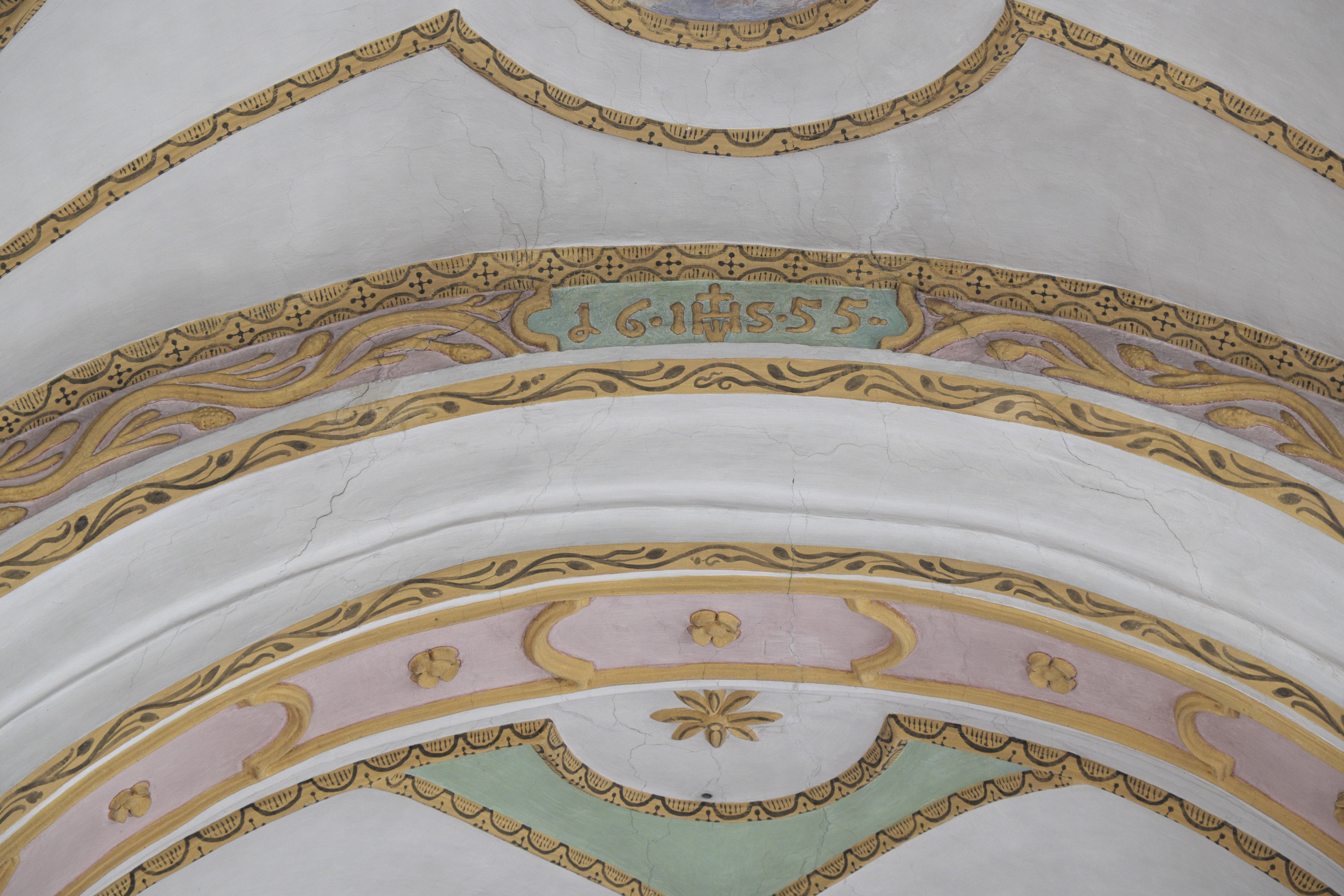
Chorbogen mit der Jahreszahl 1655

1642 trat Pfarrer Johann Dreyer seinen Dienst in der Gemeinde an, die Kirche war eine Ruine, ein Neubau war erforderlich. Das Langhaus wurde gegenüber dem Vorgängergebäude um etwa fünf Meter verlängert und um etwa 1,50 Meter erhöht und es wurden Gewölbe eingezogen. Die Fertigstellung erfolgte nach einer Inschrift am Chorbogen 1655. Wer die Bauplanung und -leitung hatte, ist nicht überliefert. Der rechteckige Chor dieses Saalbaus zu sechs Jochen ist nur wenig eingezogen und befindet sich im Unterbau des Turmes. Die Hauptbausubstanz des Langhauses ist spätgotisch, die Fenster sind rundbogig. Der Chorbogen und die Gewölbe sind halbkreisförmig. Eine schlichte Kupfertür in einem Vorbau führt in den Innenraum, ein verglastes Gitter trennt das Langhaus ab. Die Decken- und Wandmalereien wurden bei der letzten Renovierung nach Befund restauriert. Die Fresken im Kirchenschiff sind Arbeiten des Künstlers Josef Wittmann, der sie 1951 malte. Dargestellt sind Szenen aus dem Leben des Apostels Andreas, Christus beruft Andreas zu seinem Jünger, Andreas predigt das Evangelium, Der Statthalter von Patras lässt Andreas an das Schrägbalkenkreuz binden; über der Orgel ist das Fresko Andreas als Jünger von Johannes dem Täufer zu sehen. Die Entwürfe zu diesen Fresken von Josef Wittmann  haben sich erhalten und befinden sich mit seinen Entwürfen zur kirchlichen Malerei im Diözesanmuseum Regensburg.

### Antoniuskapelle

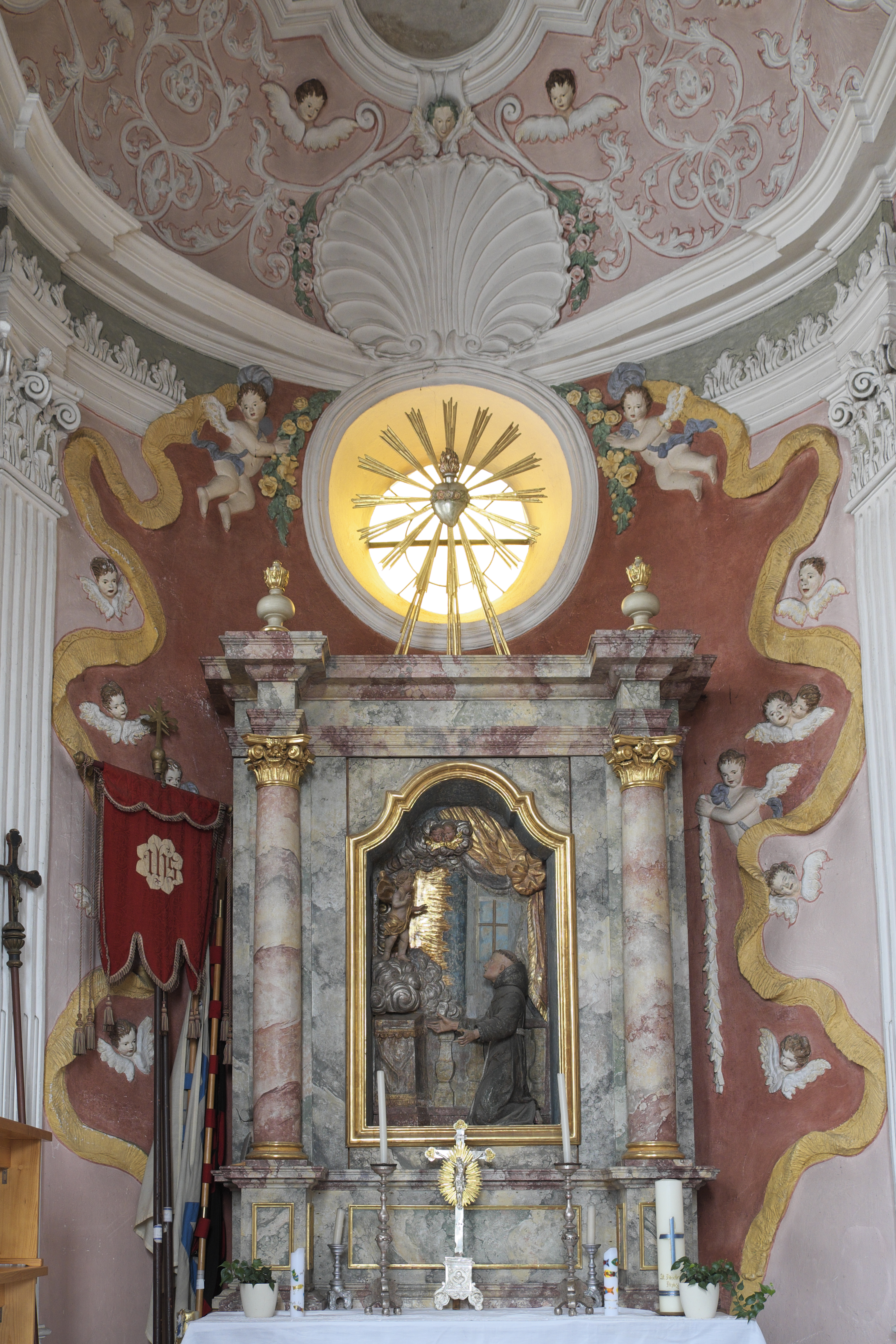
Altar der Antoniuskapelle

Die Antoniuskapelle wurde 1743 von der Antoniusbruderschaft an der nordöstlichen Seite angebaut. Sie ist mit reichem Stuck und Pilastern ausgestattet. Das Altarrelief zeigt den heiligen Antonius von Padua, wie ihm Jesus als Kind erscheint. Josef Wittmann malte 1954 die beiden Fresken, sie zeigen an der Decke die Fischpredigt und an der Wand das Eselswunder. Auch von diesen Fresken in der Antoniuskapelle haben sich die Entwürfe erhalten und befinden sich mit seinen Entwürfen zur kirchlichen Malerei im Diözesanmuseum Regensburg. In die östliche Wand der Kapelle ist die Grabtafel für den ersten Pfarrer von Aying eingelassen. Die prächtige Reliefarbeit ist aus rotem Marmor gehauen. In den Jahren 1974 bis 1975 legte der Kirchenmaler Ludwig Keilhacker die Farbfassung des Kapellenraumes frei und restaurierte sie. Er erreichte damit ein authentisches Raumbild, so wie es in der Mitte des 17. Jahrhunderts üblich war.

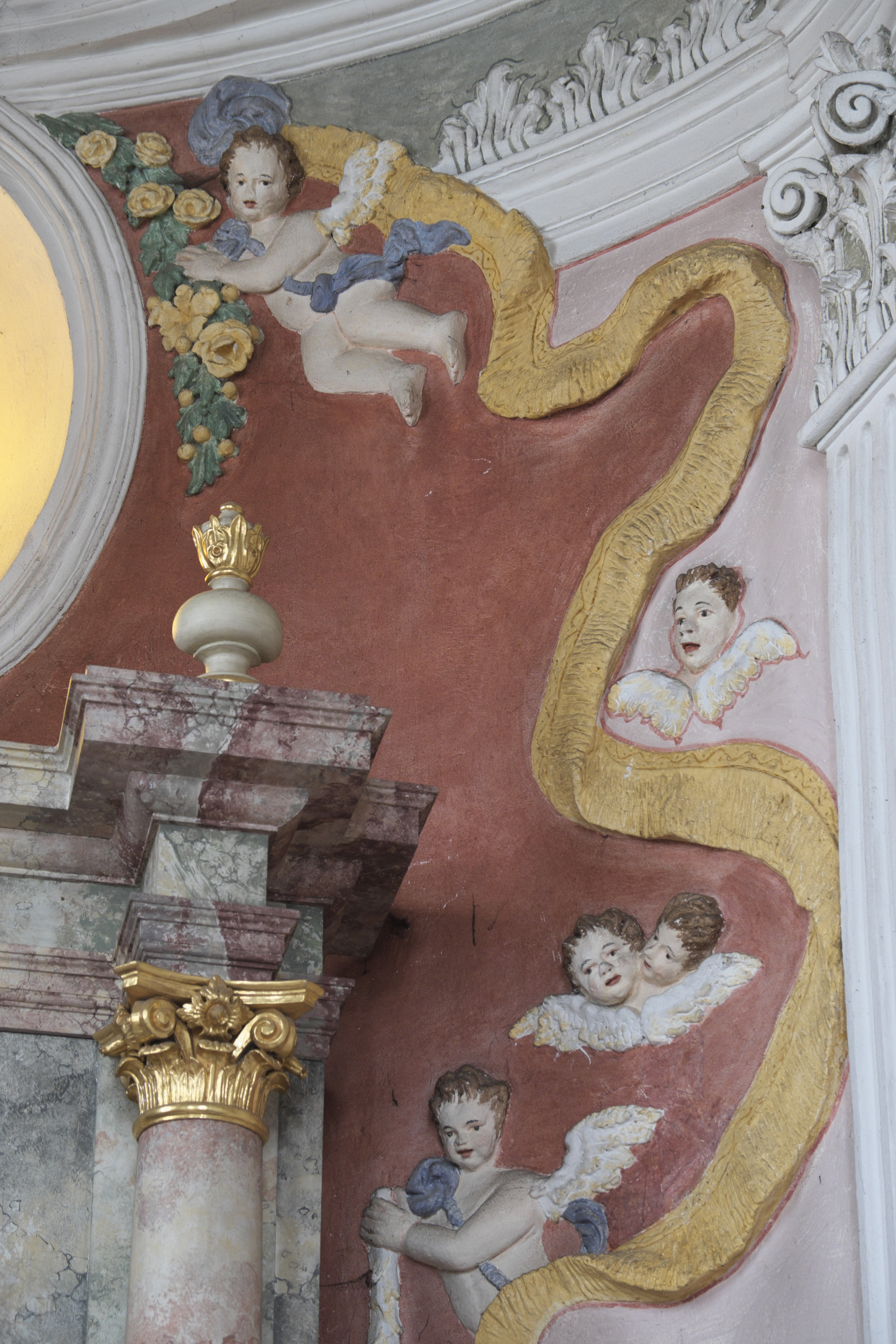
Stuckdekor
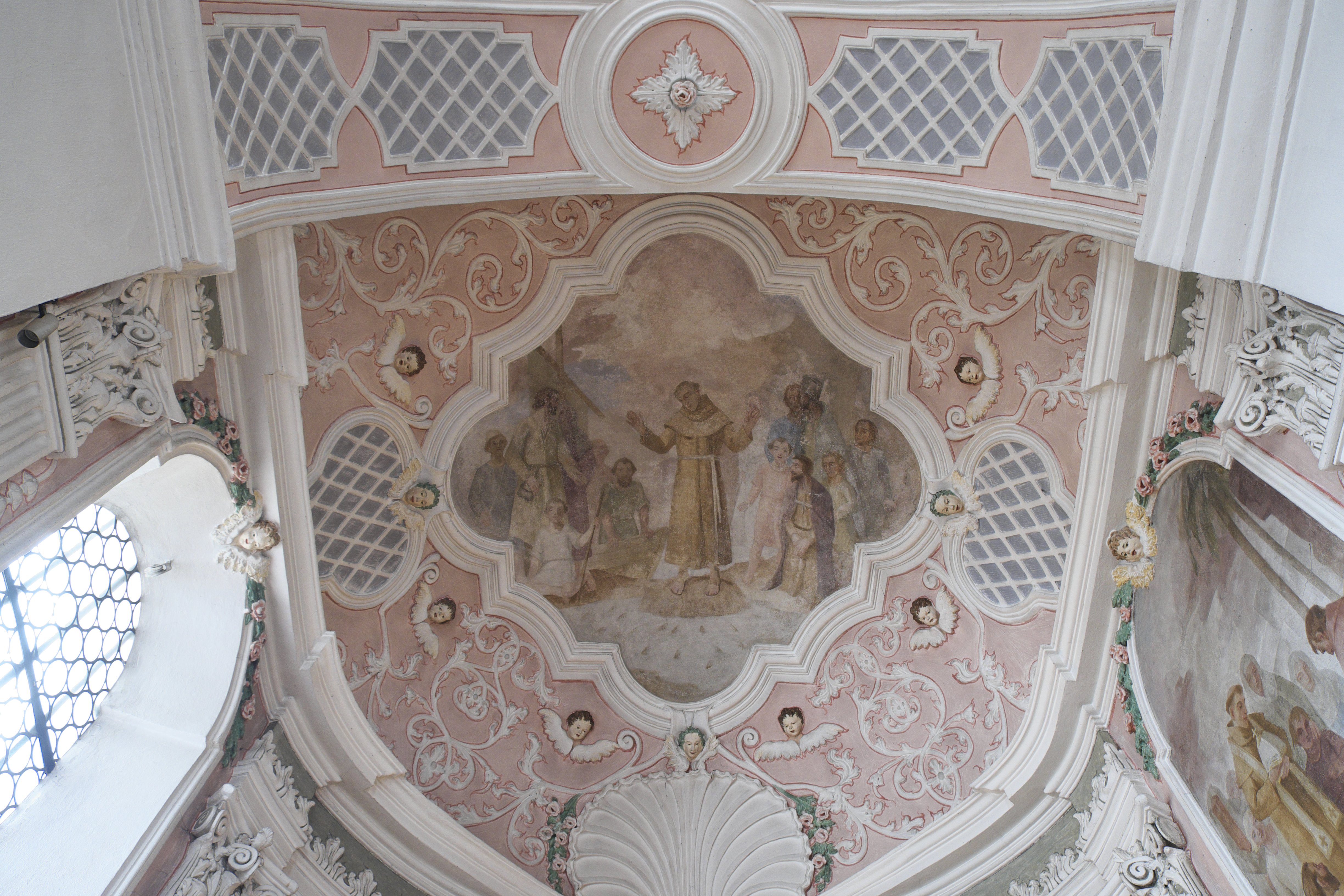
Stuck und Deckenmalerei
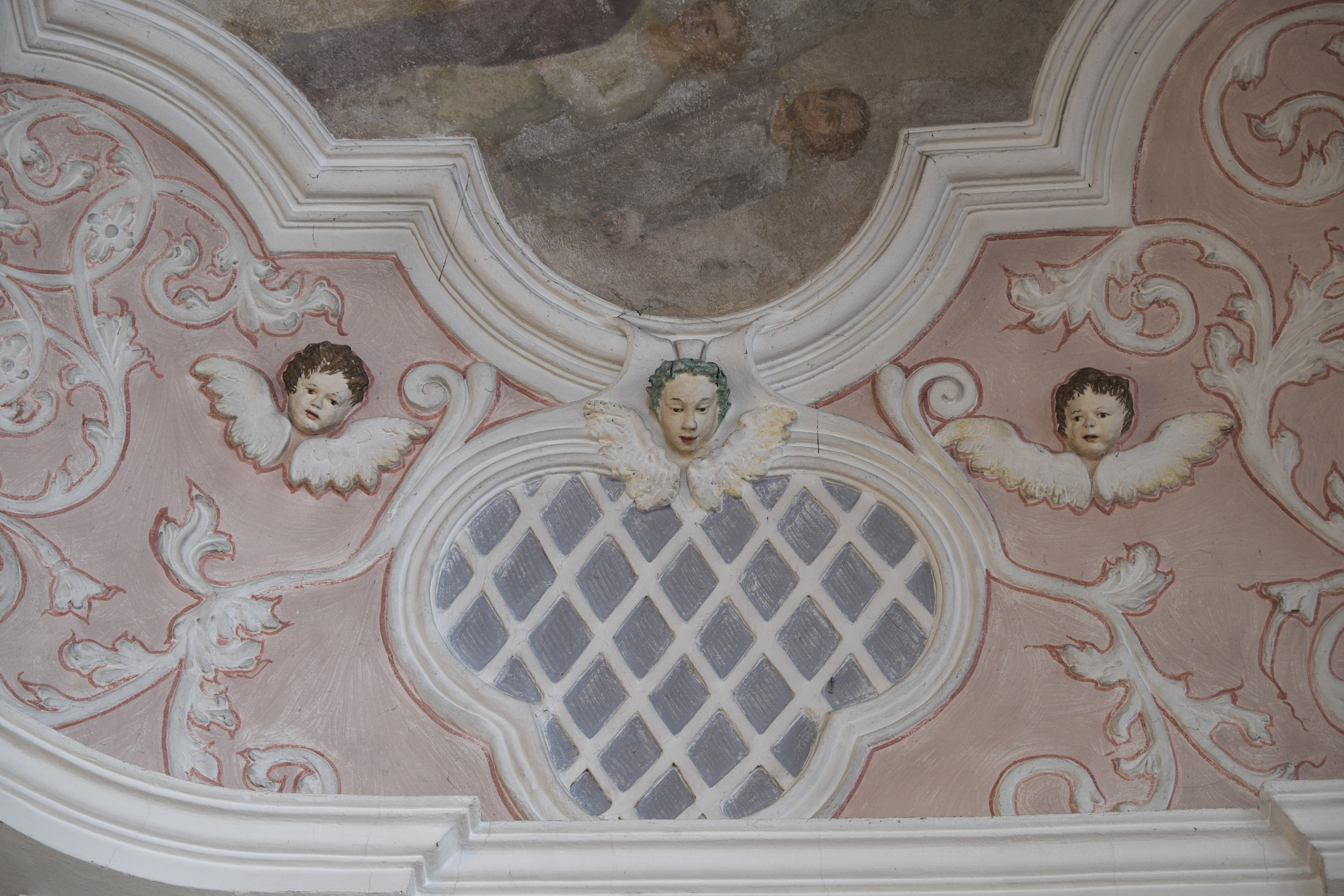
Stuckdekor

### Chorturm
Im Unterteil des Chorturmes ist der Chor eingerichtet, der obere achteckige Teil ist durch Pilaster gegliedert und mit einer Zwiebelhaube bekrönt, die vermutlich in ihrer ursprünglichen Form erhalten ist.

## Ausstattung

### Hochaltar und Tabernakel
Der Hochaltar ist reich gegliedert und mit Ornamenten geschmückt, er wirkt wie die Nachbildung eines Barockaltares. Nach langen Diskussionen über diverse Entwürfe, baute ihn 1904 die Firma Leonhard Griebl, die in Feldkirchen-Westerham ihren Sitz hatte. Das zentrale Bild mit der Darstellung der Kreuzigung des heiligen Andreas malte Wilhelm Asselborn in der zweiten Hälfte des 19. Jahrhunderts. Die flankierenden Figuren der Nothelfer Sebastian und Florian sind historischen Ursprungs. Der Tabernakel bestimmt den unteren Teil. Der Altar wurde 1854 geweiht.

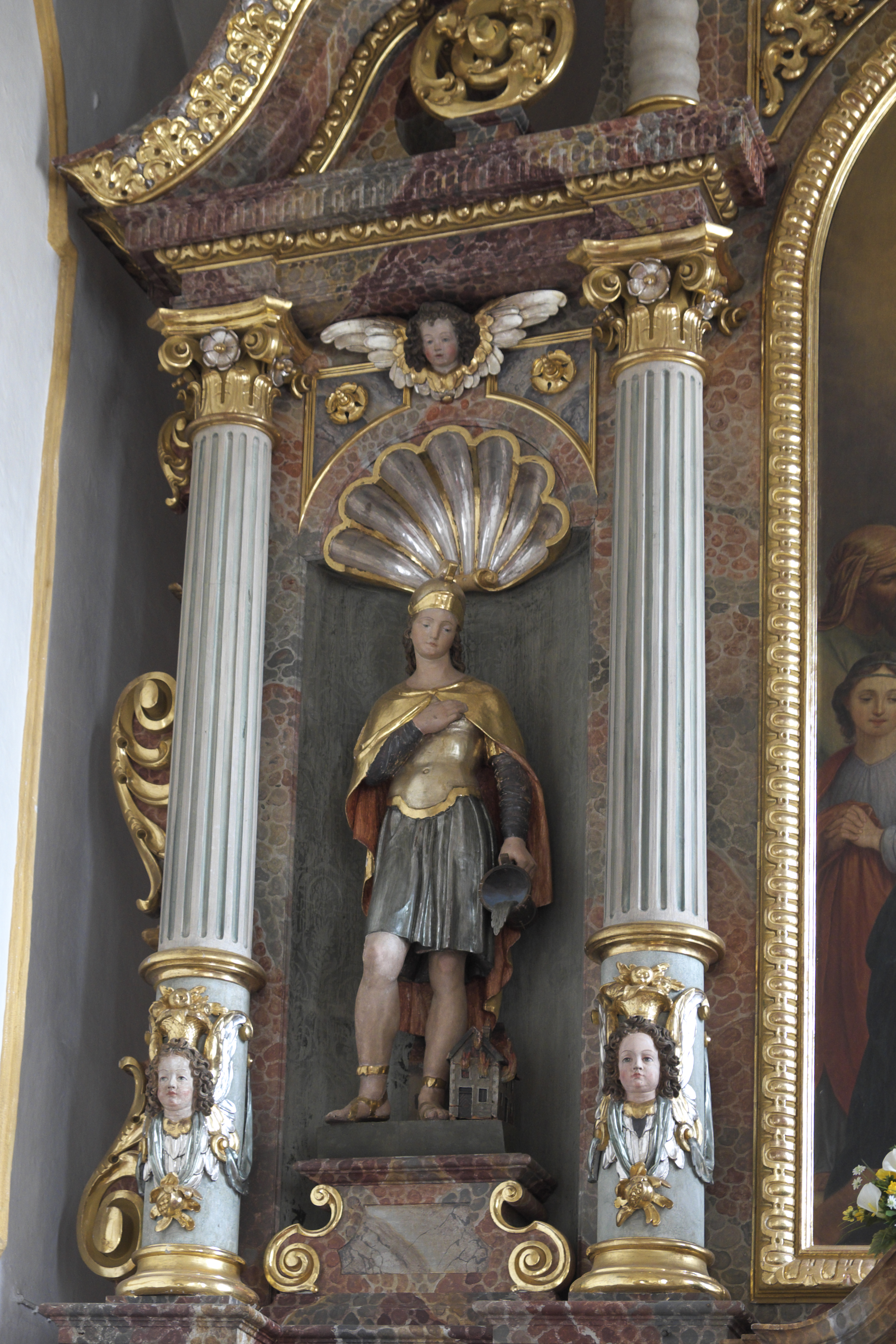
Heiliger Florian
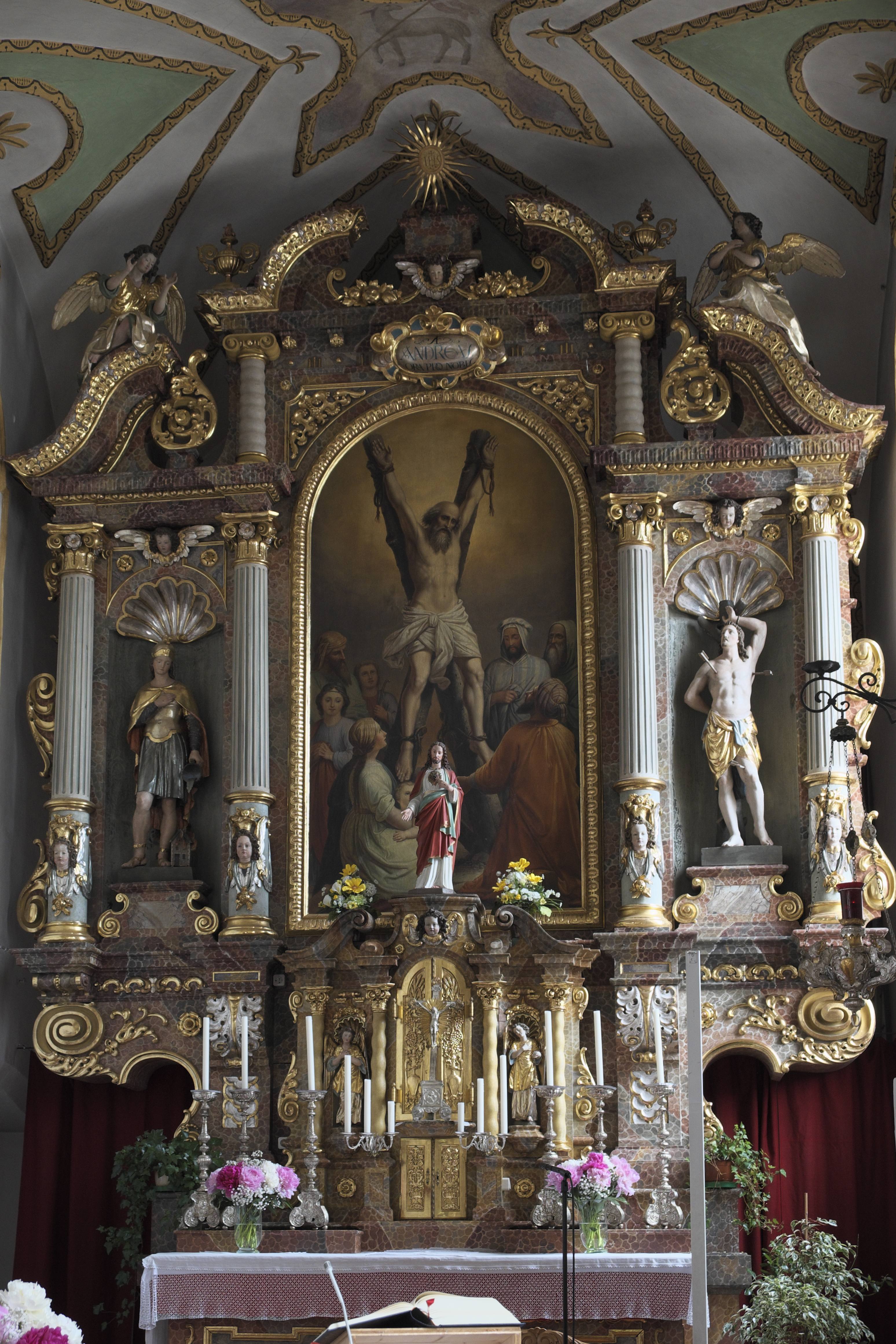
Hochaltar
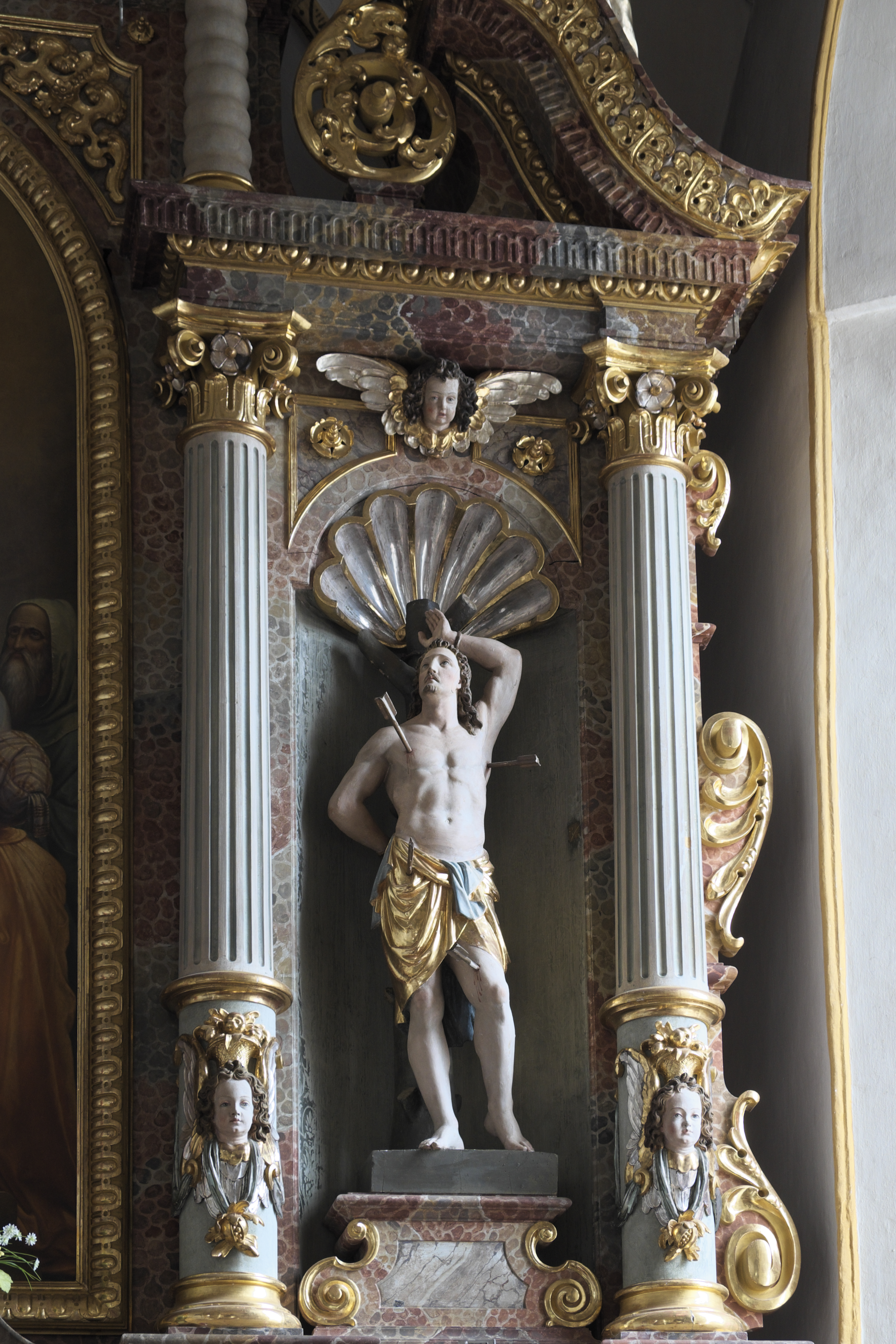
Heiliger Sebastian

### Kanzel

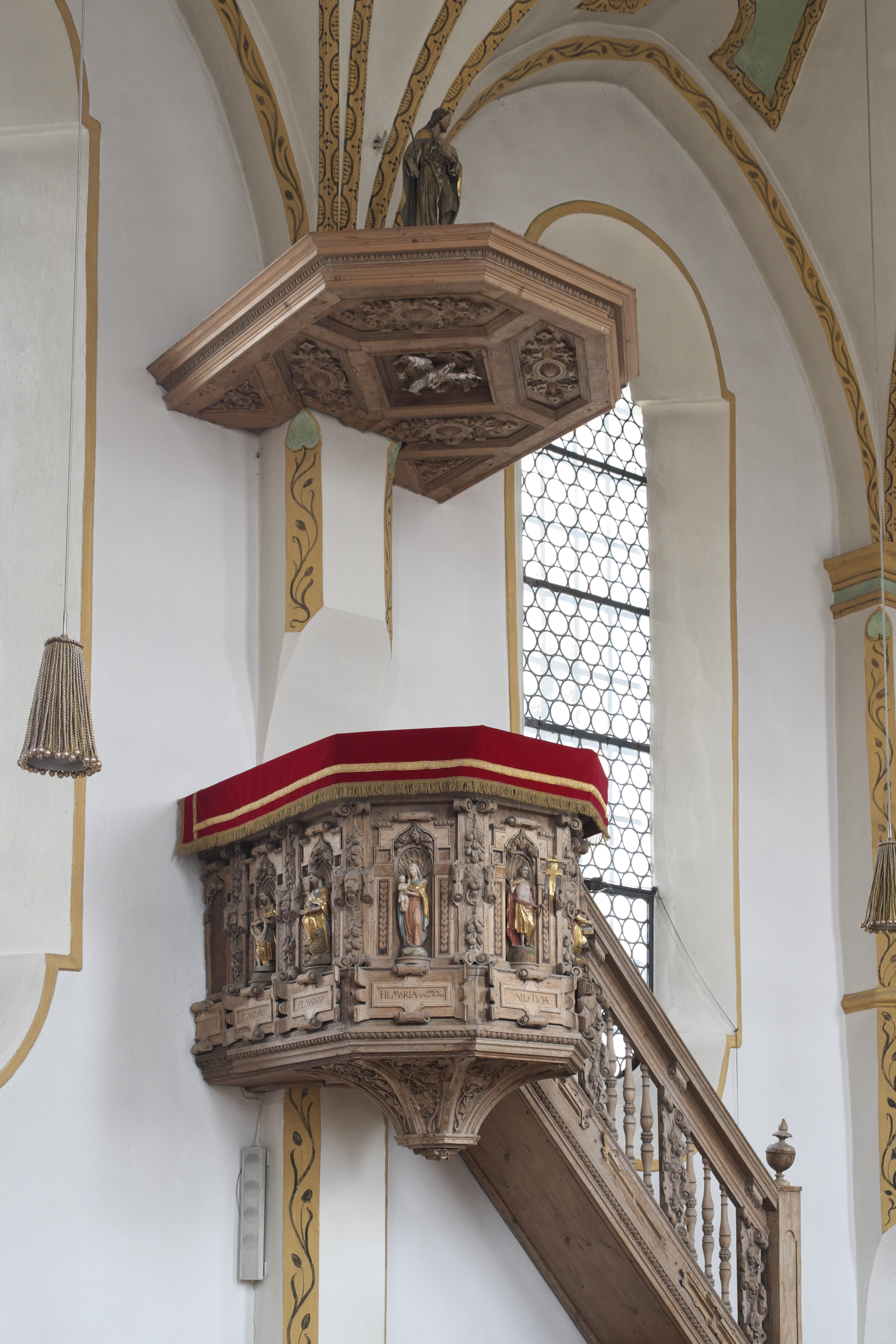
Kanzel

Die Kanzel ist eine Arbeit aus der Renaissancezeit. An der Unterseite sind zwei in Gold gefasste Wappen zu sehen, die Inschriften der Kartuschen lauten „M Georgius Holzman“ und „G Hainrich Schickhart“. Dies waren wohl die Erbauer der Kanzel. Nähere Erkenntnisse gibt es nur für den Bildschnitzer Heinrich Schickhardt, der aus dem Herzogtum Württemberg kam und von 1558 bis 1635 lebte. Die Kanzel wurde nach dem Vermerk in einer Chronik aus einem Säkularisationsnachlass gekauft. Wo sie ursprünglich stand, ist nicht bekannt, wahrscheinlich stammt sie aus einem ehemaligen Kloster oder Stift in Freising, das 1803 im Zuge der Säkularisation aufgelöst wurde.

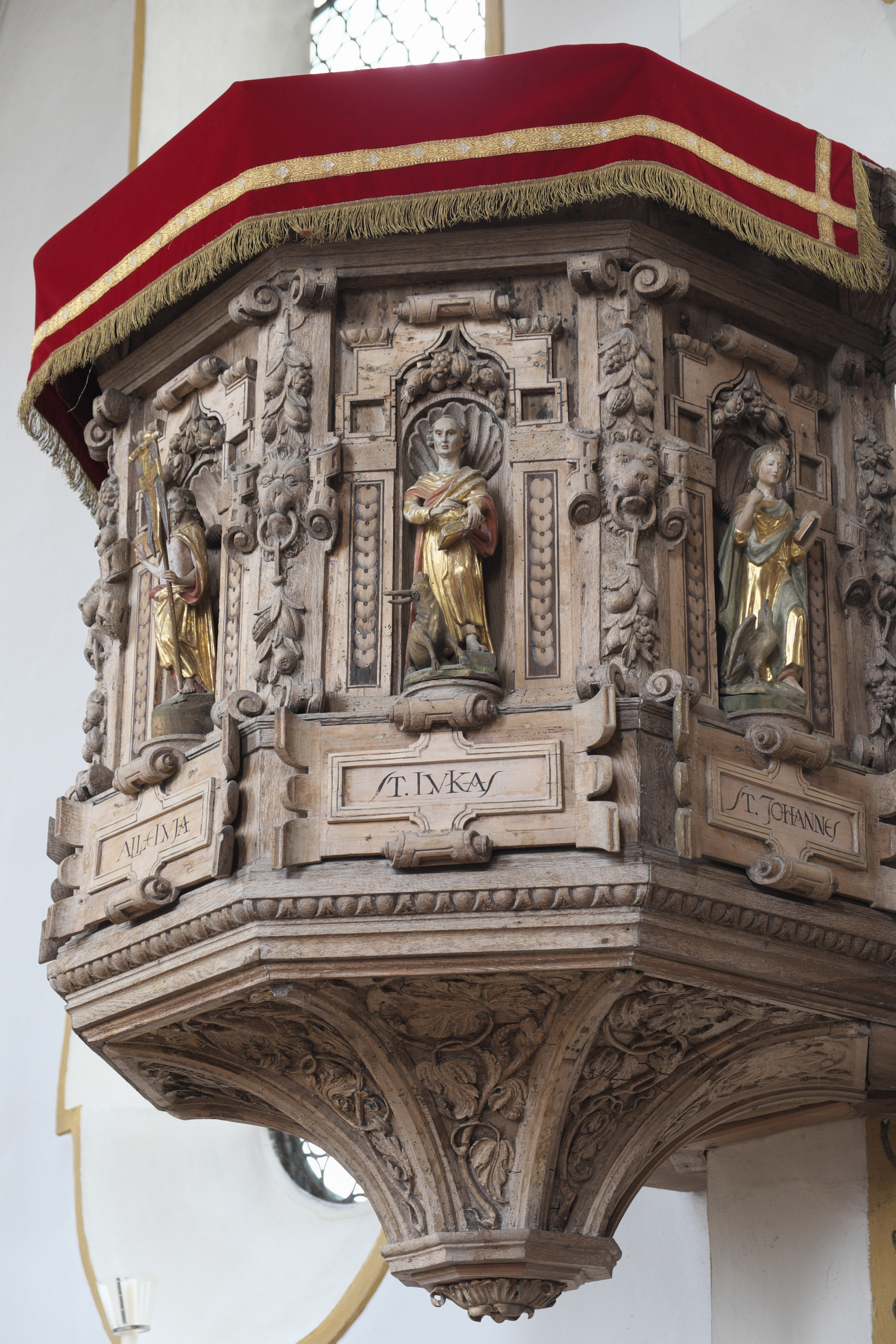
Kanzel mit Jesus und den Evangelisten Lukas und Johannes
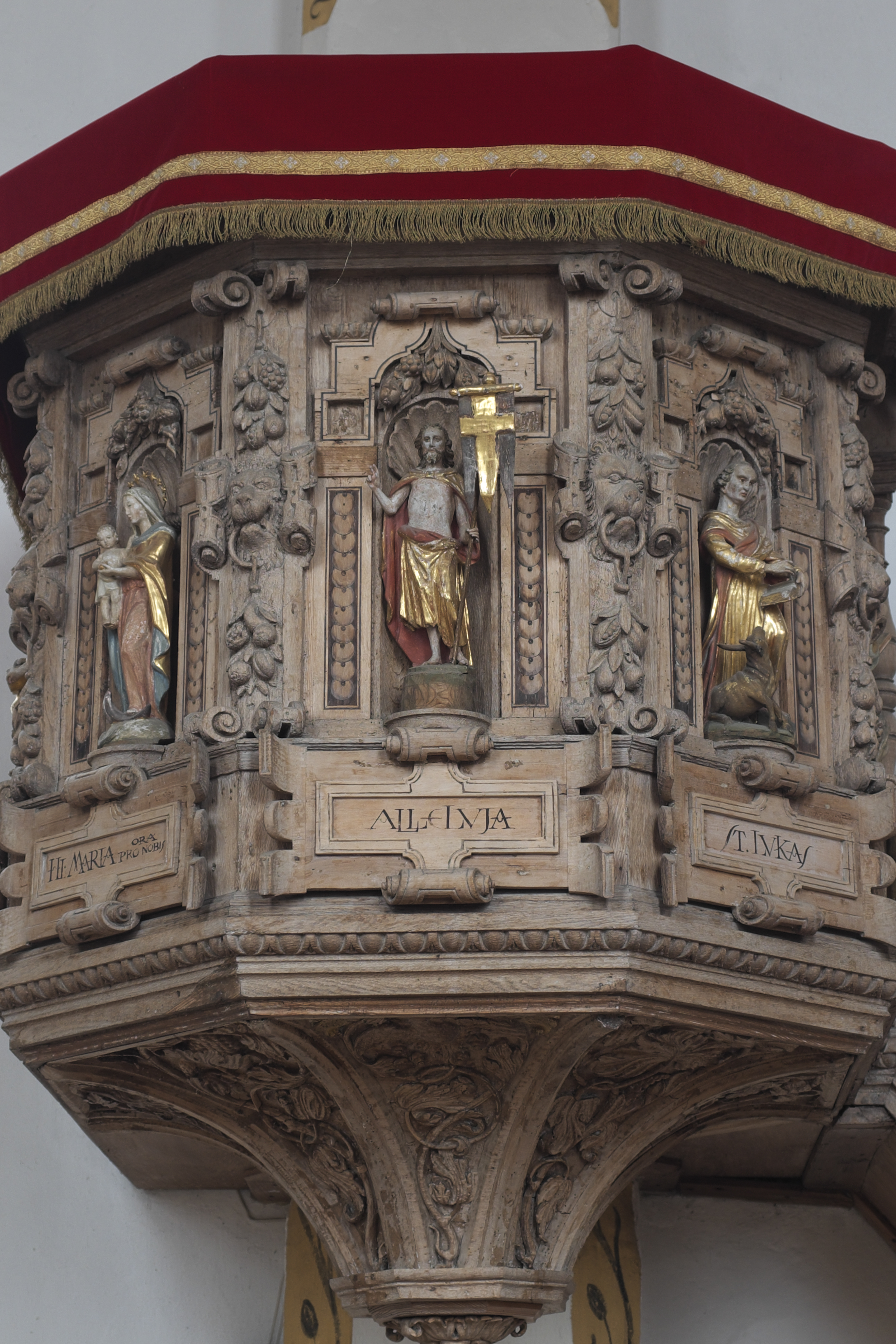
Kanzel mit Maria, Jesus und dem Evangelisten Lukas
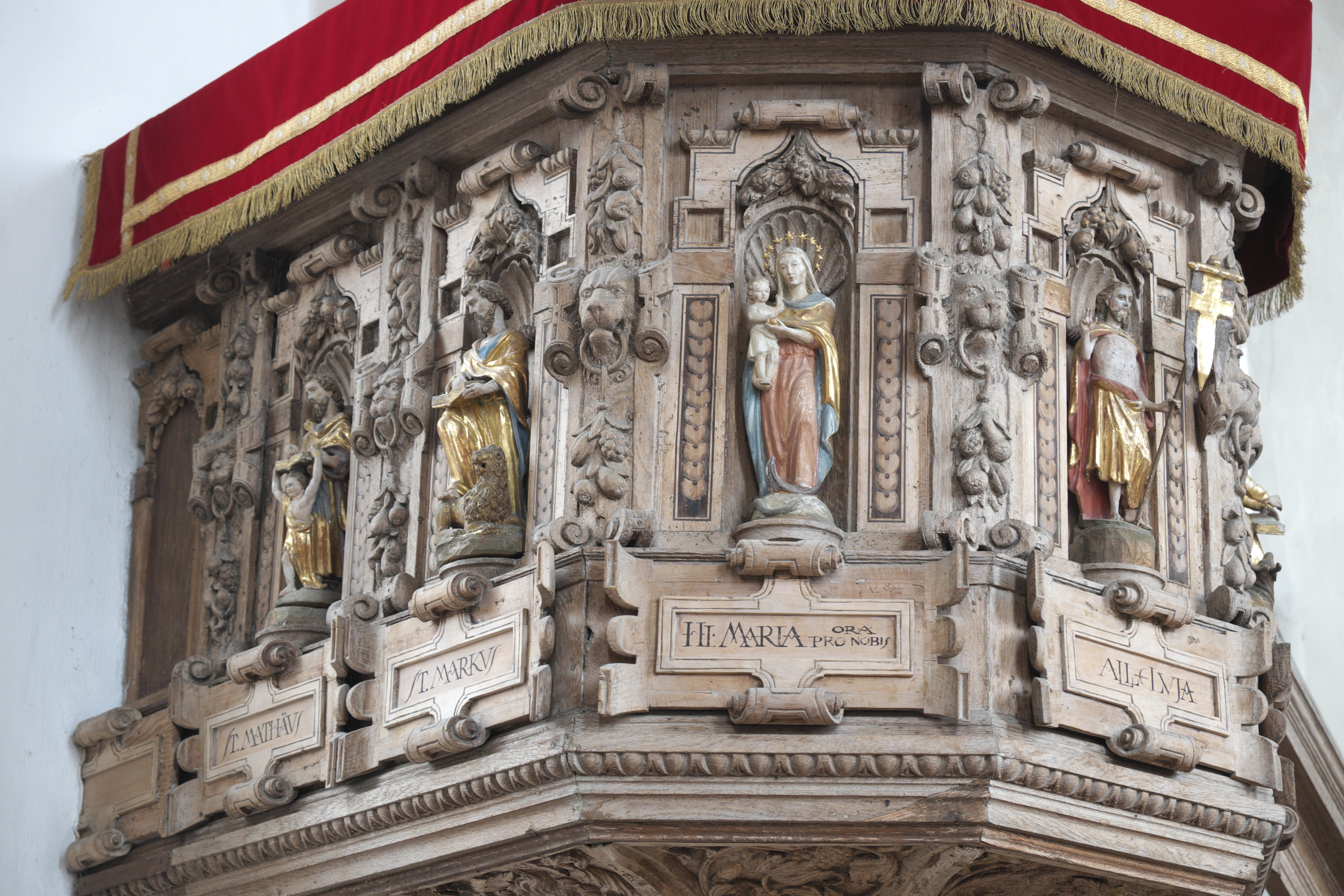
Kanzel mit den Evangelisten Matthäus und Markus, Maria und Jesus

### Sonstige Ausstattung

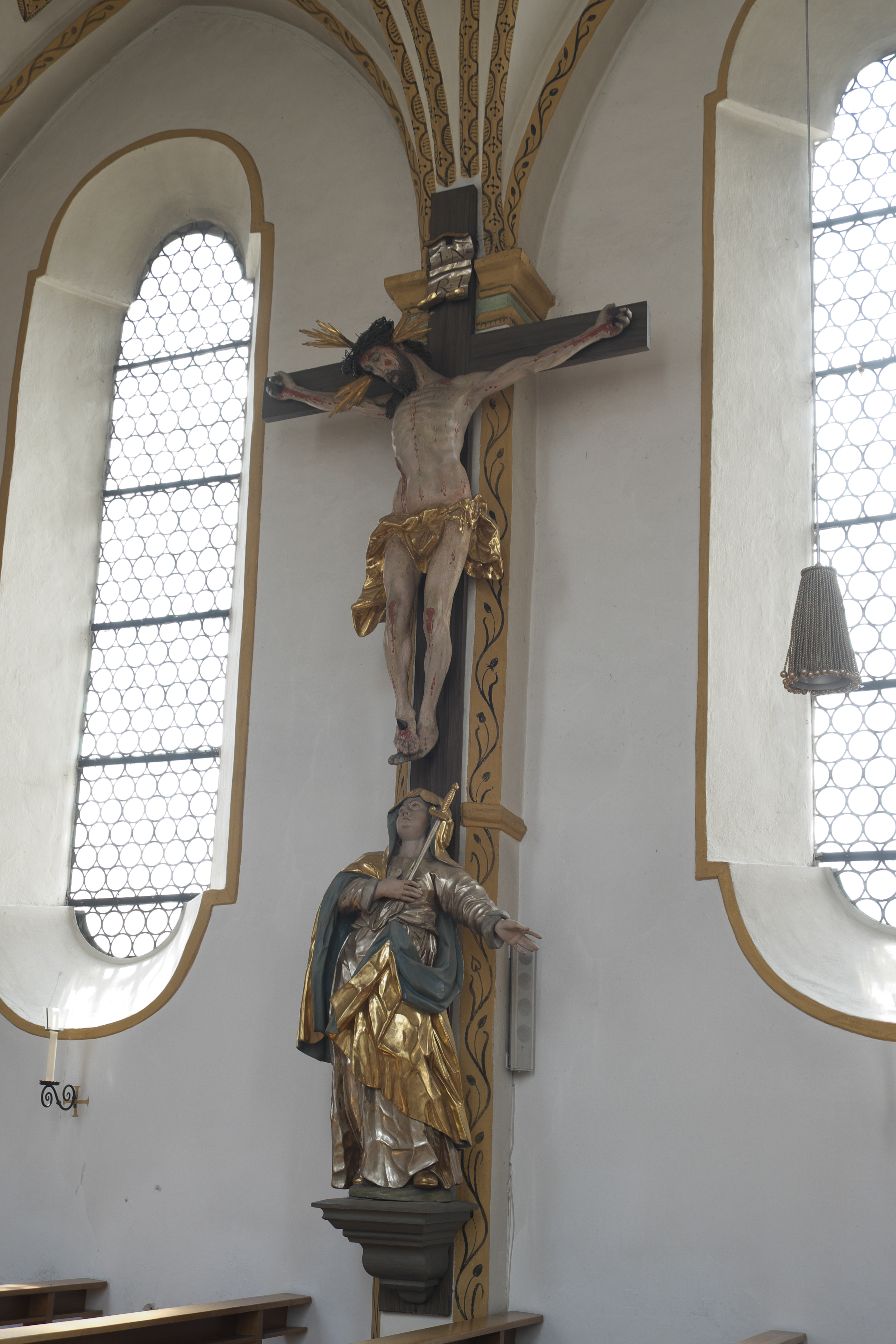
Kruzifix

- Früher standen vor den schrägen Sockeln am Chorbogen Seitenaltäre, ihr Aussehen ist auf alten Fotografien überliefert. Die Altäre wurden 1950 abgebrochen, an ihrer Stelle wurden die von M. Bayer gefertigten Figuren des heiligen Josef und der Maria Immaculata aufgestellt.
- An der Brüstung der Empore hängen Bilder der Apostel, sie wurden um 1900 gemalt.
- Das Kruzifix gegenüber der Kanzel stammt aus dem 16. oder 17. Jahrhundert.
- Die Schmerzhafte Muttergottes im Stile des Barock stammt aus neuerer Zeit, sie wurde als Ersatz für eine Figur aus dem 19. Jahrhundert angeschafft.
- Das Ewige Licht ist eine Goldschmiedearbeit im Stil des Rokoko.
- Die Wangen des modernen Kirchengestühls sind klassizistisch gehalten.
- Der Kreuzweg wurde 1953 von Alban Wolf gemalt.
- Der Taufstein aus rotem Marmor ist mit einer Figur des heiligen Johannes des Täufers bekrönt.

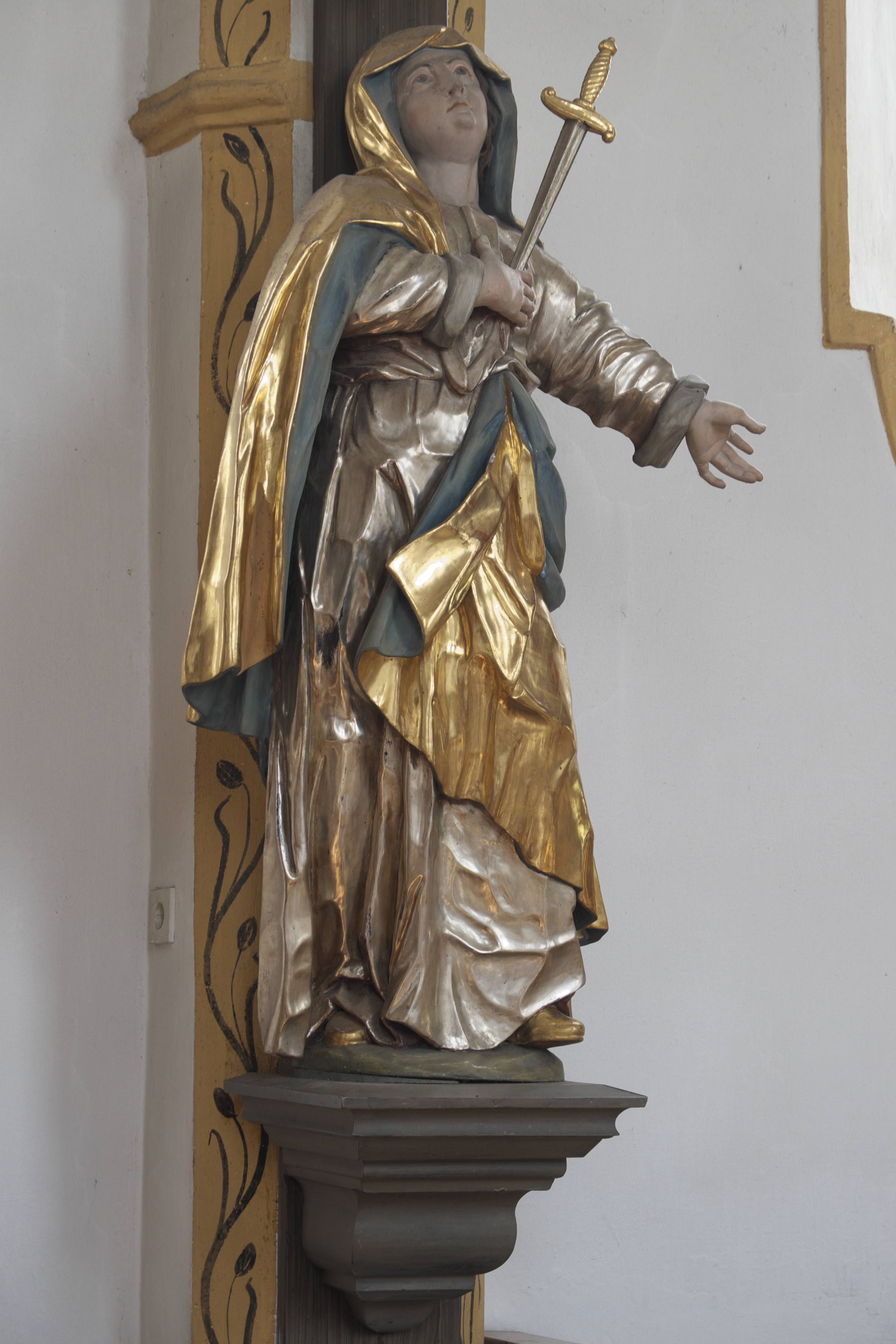
Mater dolorosa
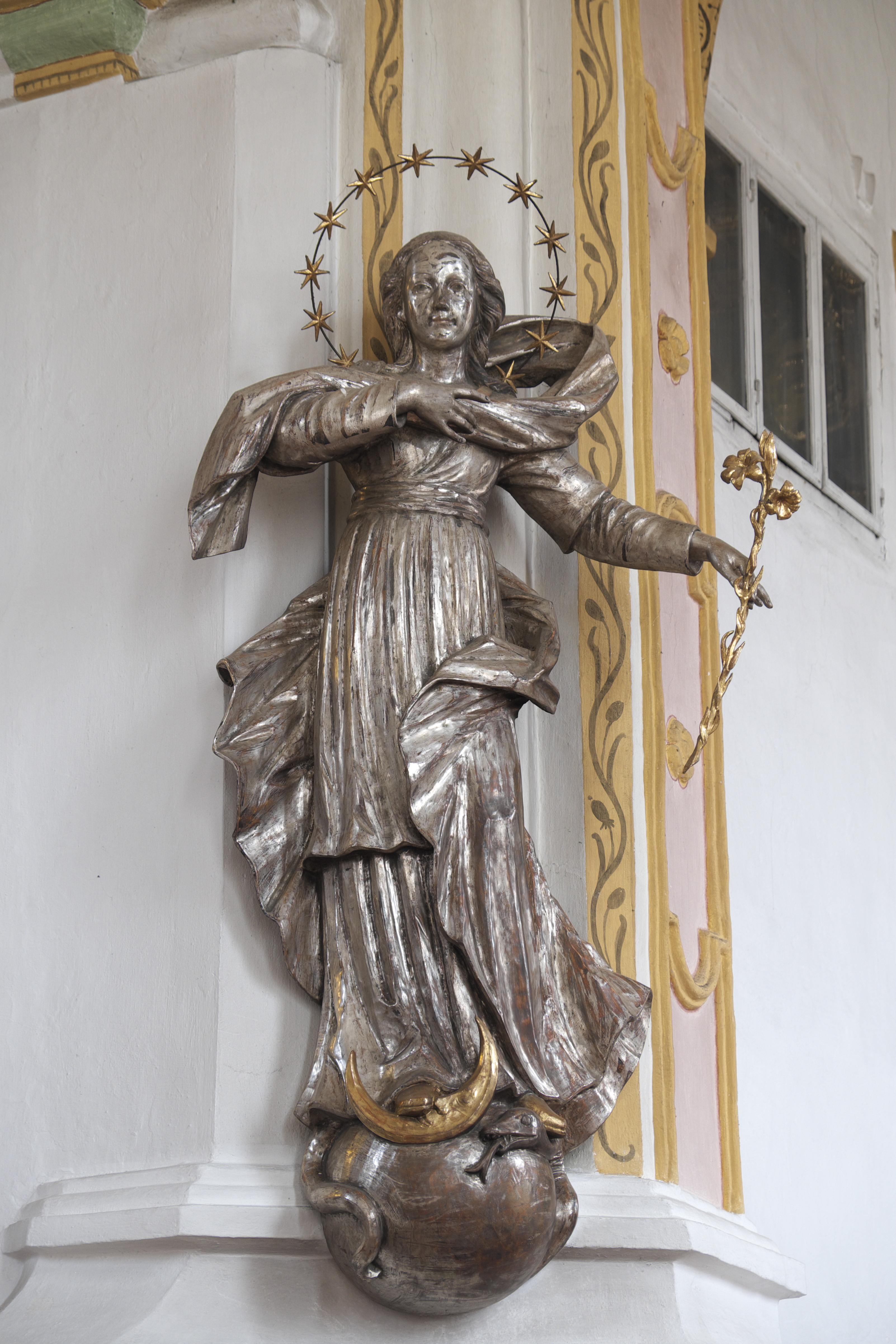
Maria Immaculata
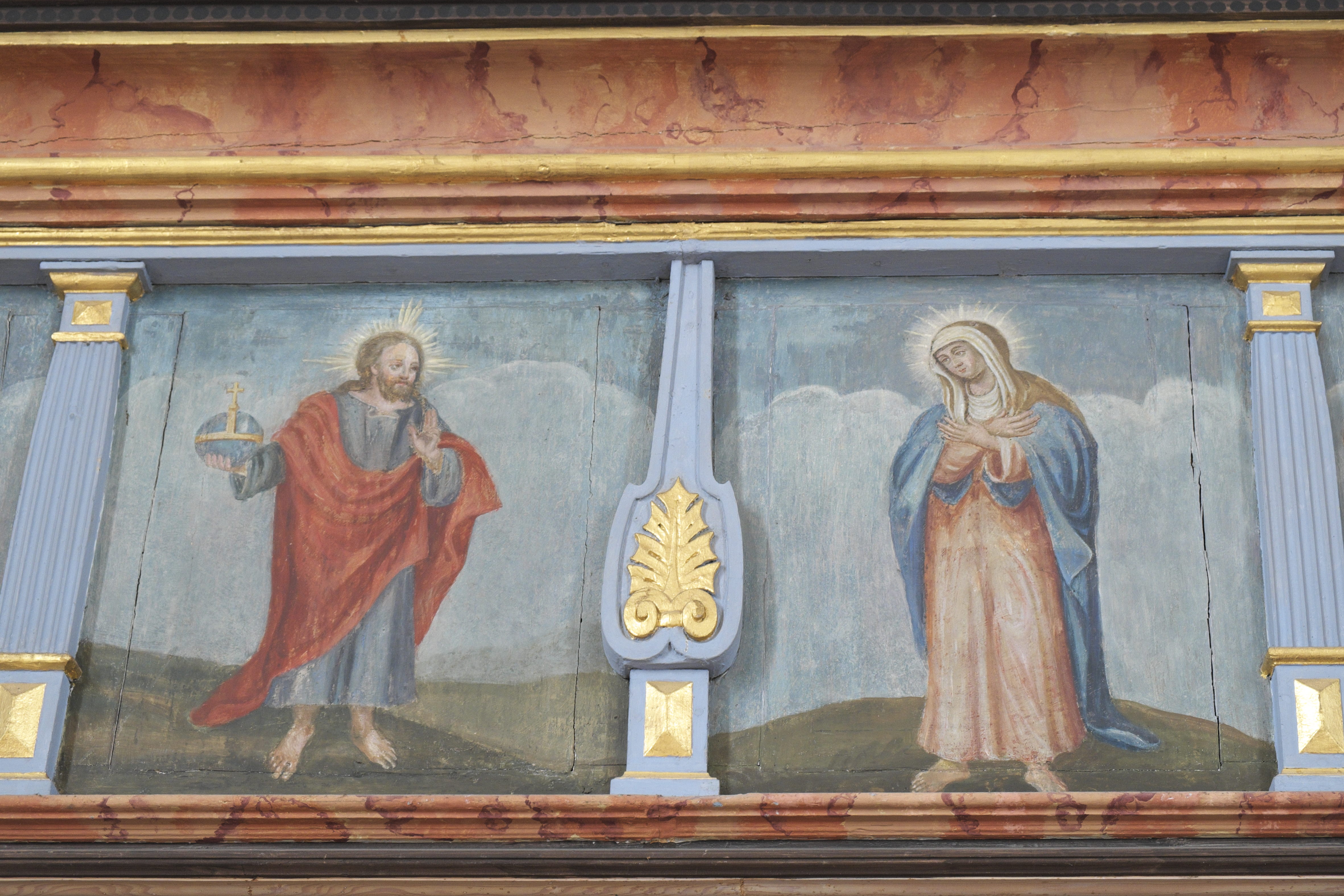
Jesus und Maria an der Emporenbrüstung

## Orgel

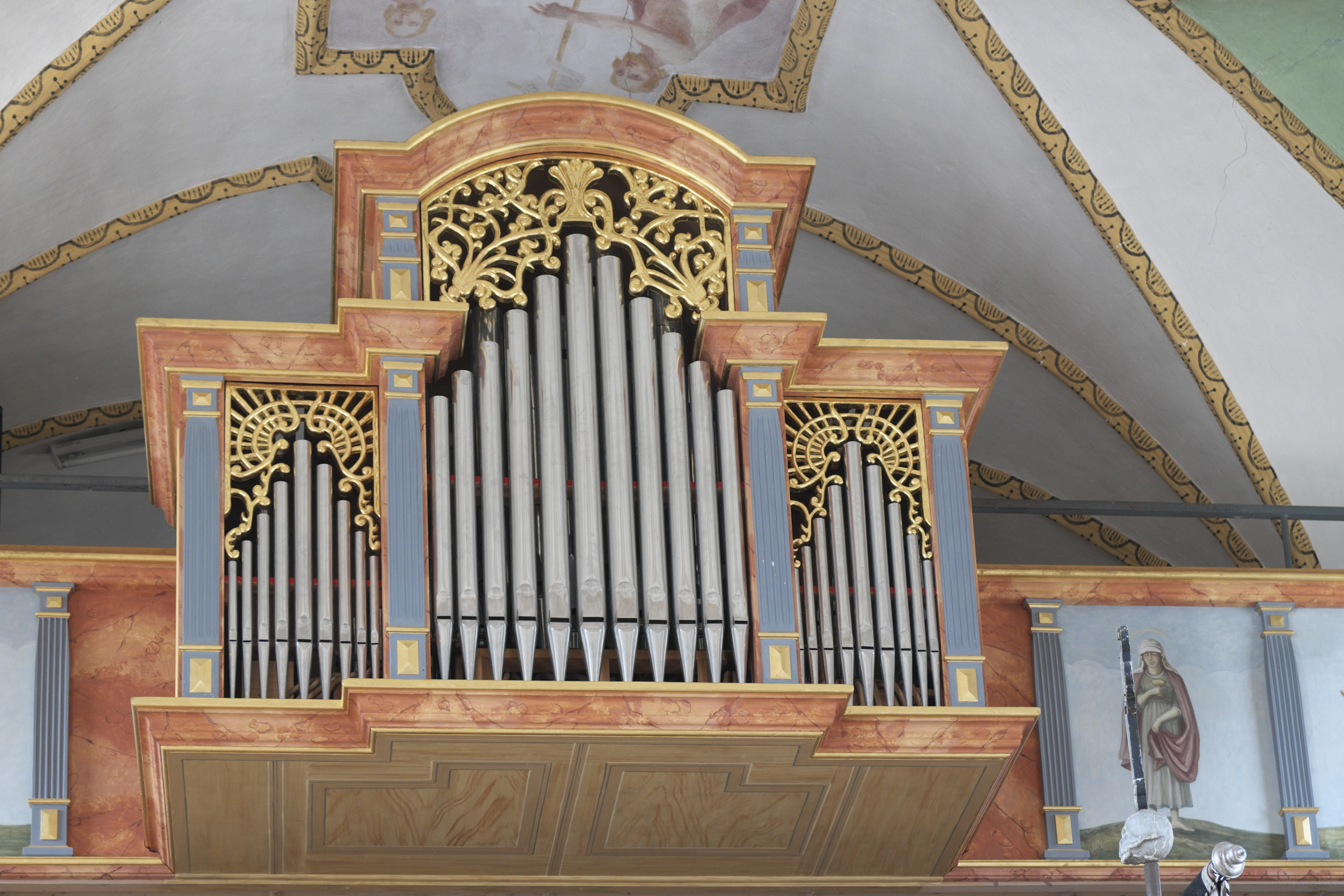
Orgel

Die alte Orgel wurde 1985 durch ein neues Orgelwerk ersetzt, das von der Orgelbaufirma Dieter Schingnitz aus Iffeldorf gebaut wurde. Das Instrument besitzt 13 Register, die auf zwei Manuale und Pedal verteilt sind. Das Hauptwerk ist vor die Brüstung gebaut. Das zweite Manual ist schwellbar und steht zusammen mit dem Pedal an der Rückwand der Orgel. Die Register- und Spieltraktur sind mechanisch. Die Disposition lautet:
| I Hauptwerk    |              |
| Prinzipal      | 8′           |
| Rohrflöte      | 8′           |
| Oktave         | 4′           |
| Sesquialter II | 2 ⁄3′+1 3⁄5′ |
| Mixtur IV      | 1 ⁄3′        |
| Cromorne       | 8′           |
| Tremulant      |              |

| II Schwellwerk |       |
| Holzgedackt    | 8′    |
| Koppelflöte    | 4′    |
| Prinzipal      | 2′    |
| Quinte         | 1 ⁄3′ |

| Pedal      |     |
| Subbaß     | 16′ |
| Spitzflöte | 8′  |
| Choralbaß  | 4′  |

- Koppeln: II/I, I/P, II/P

## Glocken
Im Kirchturm hängt ein fünfstimmiges Glockengeläut aus vier historischen Kirchenglocken und einer neueren Glocke. Die Inschriften geben Auskunft über Gießer und Gussjahr.
| Glocke | Name                     | Schlagton | Inschrift |
| ------ | ------------------------ | --------- | --- |
| 1      | Marienglocke             | es′       | Zu Gottes Ehr goss mich M. Langenegger ETA B:Ernst in München d 1718 |
| 2      | Franz von Assisi         | as′       | Gottes Segen streue aus – Über Dorf und unser Haus / gestiftet 1958 von den Brauereibesitzers-Eheleuten Franz und Kreszenz Inselkammer Aying / Rudolf Perner Anno Domini 1958 Passau |
| 3      | Allerheiligen, Hl. Kreuz | b′        | Zu Gottes und allen Heil zu Ehren goss mich Langeneggerr und Ernst in München d 1719                                                                                                 |
| 4      | Wetterglocke             | c″        | + Sanctos Colaudo Tonitrua Repello Funera + aus dem Feyer floss ich – Bernhard Ernst in Minchen goss mich MDCLXIX+                                                                   |
| 5      | Totenglocke              | ?         | Wolf Steger goss mich -I-1581-IAR- |

## Epitaphe
In der Kirche hängen fünf Epitaphe für Pfarrherren aus Aying:

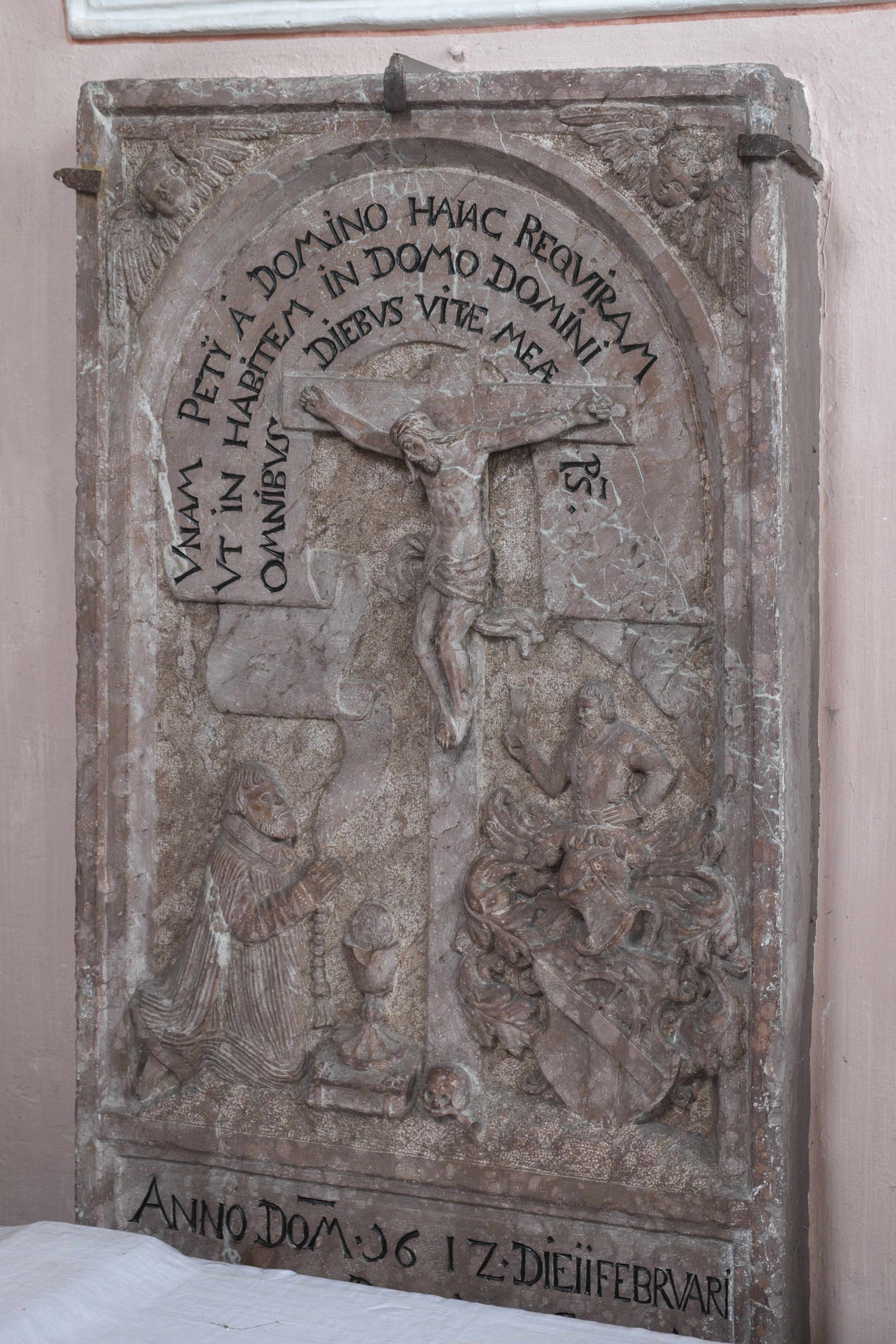
Epitaph für Georg Kottmüller in der Antoniuskapelle

| Name des Pfarrherrn                   | Ort                                                      | Beschreibung der Tafel |
| ------------------------------------- | -------------------------------------------------------- | --- |
| Georg Kottmüller († 1612)             | Ostwand der Antoniuskapelle                              | Reich dekoriertes Rotmarmor-Epitaph. Der Pfarrer wird unter dem Kreuz kniend, mit einem auffälligen Wappen gezeigt. Über dem Kreuz ein lateinischer Psalmvers (Ps 27,4 ).                                                    |
| Balthasar Dreyer († 1695)             | Westwand der Antoniuskapelle                             | Auf der Tafel ist ein humorvolles Gedicht zu lesen, das wohl von Dreyer selbst verfasst wurde. Er spielt darin mit der Zahl drei und seinem Namen Dreyer.                                                                    |
| Dionysius Geisler († 1746)            | Ostwand der Antoniuskapelle, über dem Kottmüller-Epitaph | Diese Tafel ist weniger aufwendig gestaltet, nur mit Symbolen des Priesteramts und der Vergänglichkeit geschmückt, doch der Verstorbene wird in der Inschrift als Gründer dieser Kapelle („fundator huius sacelli“) gerühmt. |
| Johann Michael Freysinger (1715–1781) | Neben der Tür zur Sakristei                              | Diese Tafel wirkt amtlich gehalten. |
| Johann Georg Achatz (1756–1824)       | Neben dem Eingang auf der linken Seite                   | |

## Renovierungen
In den Jahren 1953 und 1975 wurden umfangreiche Renovierungen vorgenommen. Um die Schließung der Kirche zu vermeiden, mussten ab 2006 wiederum umfangreiche Renovierungsarbeiten durchgeführt werden. Die Gesamtkosten beliefen sich auf 581.000 Euro, davon wurden 70 % vom Ordinariat übernommen, der Restbetrag musste von der Gemeinde getragen werden.

## Lampertikapelle
Das Gebäude wurde um 1500 errichtet, es ist 8 Meter lang und 5,70 Meter breit. Es steht leicht angewinkelt an der Kirche und ist teilweise in die Mauer an der Südseite des Friedhofes eingelassen. In einem Kunstdenkmäler-Inventar aus alter Zeit heißt es: „Klein und niedrig, doch nicht ohne Wert“. Der Schluss ist dreiseitig, die Rippenführung der Netzgewölbe ist asymmetrisch angeordnet. Ursprünglich diente sie als Friedhofskapelle und wurde 1923 zur Kriegerkapelle umgestaltet. Die Namen aller gefallenen Einwohner aus den napoleonischen Kriegen sowie dem Ersten und Zweiten Weltkrieg sind namentlich auf Tafeln verzeichnet. Eine Renovierung wurde von 1966 bis 1967 durchgeführt und dabei die Kapelle vor dem Verfall gerettet. Eine weitere sehr umfangreiche Renovierung wurde 1977 notwendig. Der Altar im Stil des Frühbarocks stammt im Kern wohl aus dem ausgehenden 17. Jahrhundert. 1923 wurde der Altar analog ergänzt und umgebaut. In Teilbereichen sind noch ursprüngliche Fassungen in den Farben Gold und Blau erhalten. Bei einer Restaurierung im Jahr 2004 versuchte der Kirchenmaler Christian Bauer, das Konzept der Fassung von 1923 mit schwarzer Fassung, die Ebenholz imitieren soll, und teilweiser Vergoldung zu erhalten. Das Altarbild zeigt eine Pietà in der Art der Historienmalerei. Das ovale Gemälde im Auszug stellt möglicherweise den heiligen Lambertus dar, gesicherte Erkenntnisse darüber gibt es nicht.

## Filialkirche
Filialkirche von St. Andreas ist die Nikolauskirche in Peiß. Sie war schon immer im Range einer Filialkirche und von 1872 bis 1952 Benefizium.

## Pfarrhof
Der zur Kirche gehörende, denkmalgeschützte ehemalige Pfarrhof enthält altes Mauerwerk, das möglicherweise aus karolingischer Zeit stammt. Er wurde 2010 umfangreich saniert und umgebaut und wird heute als Pfarrbüro genutzt.